# Friedrich Köberlein

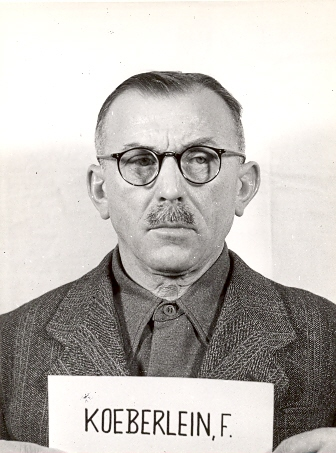
Friedrich Köberlein in alliiertem Gewahrsam. Aufgenommen zwischen 1945 und 1949.

Friedrich Köberlein (* 18. Oktober 1885 in Göhren bei Pappenheim; † 30. November 1964) war ein deutscher SS-Führer.

## Leben
Köberlein, von Beruf Polizist, nahm als Soldat am Ersten Weltkrieg teil. Nach Kriegsende kehrte er in den Polizeidienst zurück und war dort als Verwaltungssekretär der Landespolizei tätig. Köberlein erreichte bei der Landespolizei den Rang eines Oberverwaltungssekretärs. Der SS trat Köberlein im Februar 1935 (SS-Nummer 261.671) bei und zum 1. Mai 1937 auch der NSDAP (Mitgliedsnummer 4.037.172). In der SS stieg Köberlein im Juni 1944 bis zum SS-Standartenführer der Waffen-SS auf. Bereits 1935 wurde Köberlein hauptamtlicher Mitarbeiter der SS und Anfang März 1936 mit der Errichtung der Unterkunftsverwaltung der SS-Verfügungstruppe beauftragt. Köberlein wurde Hauptabteilungsleiter für diesen Bereich und leitete nach Gründung des Wirtschafts- und Verwaltungshauptamtes (WVHA) das Amt B-III (Unterkunftswirtschaft) von Februar 1942 bis zum Ende des Zweiten Weltkrieges.
Nach Kriegsende wurde Köberlein festgenommen und im Rahmen der Nürnberger Prozesse im Januar und Februar des Jahres 1947 insgesamt zweimal vernommen.
Er war Vorsitzender des „Schutzbundes für das deutsche Volk“ (SDV) und Mitglied im Witikobund.